# Leichtathletik-Jugendweltmeisterschaften 2015
| Medaillenspiegel (Endstand nach 39 Entscheidungen) | Medaillenspiegel (Endstand nach 39 Entscheidungen) | Medaillenspiegel (Endstand nach 39 Entscheidungen) | Medaillenspiegel (Endstand nach 39 Entscheidungen) | Medaillenspiegel (Endstand nach 39 Entscheidungen) | Medaillenspiegel (Endstand nach 39 Entscheidungen) |
| Platz                                              | Land                                               | G                                                  | S                                                  | B                                                  | Gesamt                                             |
| -------------------------------------------------- | -------------------------------------------------- | -------------------------------------------------- | -------------------------------------------------- | -------------------------------------------------- | -------------------------------------------------- |
| 1                                                  | Vereinigte Staaten                                 | 8                                                  | 5                                                  | 6                                                  | 19                                                 |
| 2                                                  | Kenia                                              | 5                                                  | 4                                                  | 4                                                  | 13                                                 |
| 3                                                  | Japan                                              | 3                                                  | 1                                                  | 1                                                  | 5                                                  |
| 4                                                  | Äthiopien                                          | 2                                                  | 3                                                  | 3                                                  | 8                                                  |
| 5                                                  | Südafrika                                          | 2                                                  | 2                                                  | 1                                                  | 5                                                  |
| 6                                                  | Schweden                                           | 2                                                  | 1                                                  | 1                                                  | 4                                                  |
| 7                                                  | Deutschland                                        | 2                                                  | 1                                                  | 0                                                  | 3                                                  |
| 7                                                  | Russland                                           | 2                                                  | 1                                                  | 0                                                  | 3                                                  |
| 9                                                  | Kuba                                               | 2                                                  | 0                                                  | 2                                                  | 4                                                  |
| 10                                                 | Volksrepublik China                                | 1                                                  | 5                                                  | 1                                                  | 7                                                  |
| Vollständiger Medaillenspiegel                     |                                                    |                                                    |                                                    |                                                    |                                                    |

Die 9. Leichtathletik-Jugendweltmeisterschaften (U18) wurden vom 15. bis 19. Juli 2015 im Estadio Olímpico Pascual Guerrero in der kolumbianischen Stadt Cali ausgetragen. Cali war die einzige Stadt, die sich beworben hatte.
Der Deutsche Leichtathletik-Verband (DLV) nahm mit 40 Talenten (21 Mädchen und 19 Jungen) an den Wettkämpfen teil.

## Jungen

### 100 m
| Platz | Athlet                  | Land | Zeit (s) |
| ----- | ----------------------- | ---- | -------- |
| 1     | Abdul Hakim Sani Brown  | JPN  | 10,28 CR |
| 2     | Derick Silva            | BRA  | 10,49    |
| 3     | Rechmial Miller         | GBR  | 10,59    |
| 4     | Oliver Bromby           | GBR  | 10,60    |
| 5     | Chuba Nwachukwu         | CAN  | 10,60    |
| 6     | Milo Skupin-Alfa        | GER  | 10,67    |
| 7     | Daisuke Miyamoto        | JPN  | 10,78    |
| 8     | Paulo André de Oliveira | BRA  | 10,83    |

### 200 m
| Platz | Athlet                 | Land | Zeit (s) |
| ----- | ---------------------- | ---- | -------- |
| 1     | Abdul Hakim Sani Brown | JPN  | 20,34 CR |
| 2     | Kyle Appel             | RSA  | 20,57 PB |
| 3     | Josephus Lyles         | USA  | 20,74 PB |
| 4     | Derick Silva           | BRA  | 20,85 PB |
| 5     | Tlotliso Leotlela      | RSA  | 20,86    |
| 6     | Toby Harries           | GBR  | 20,92 PB |
| 7     | Edel Amores            | CUB  | 21,04 PB |
| 8     | Cameron Tindle         | GBR  | 21,13    |

### 400 m
| Platz | Athlet             | Land | Zeit (s)  |
| ----- | ------------------ | ---- | --------- |
| 1     | Christopher Taylor | JAM  | 45,27 WYL |
| 2     | Josephus Lyles     | USA  | 45,46 PB  |
| 3     | Keshun Reed        | USA  | 45,96     |
| 4     | Jamal Walton       | CAY  | 45,99 PB  |
| 5     | Karabo Sibanda     | BOT  | 46,03 PB  |
| 6     | Louis Stenmark     | AUS  | 46,29 PB  |
| 7     | Anthony Zambrano   | COL  | 46,57     |
| 8     | Manato Sasaki      | JPN  | 47,54     |

### 800 m
| Platz | Athlet               | Land | Zeit (min) |
| ----- | -------------------- | ---- | ---------- |
| 1     | Willy Kiplimo Tarbei | KEN  | 1:45,58    |
| 2     | Kipyegon Bett        | KEN  | 1:45,86    |
| 3     | Luis Fernando Pires  | BRA  | 1:48,61 PB |
| 4     | Omer Amano           | ETH  | 1:49,11    |
| 5     | Theuns Ehlers        | RSA  | 1;49,32 PB |
| 6     | Leon Clarke          | JAM  | 1:51,71    |
| 7     | Kazuyoshi Tamogami   | JPN  | 1:52,58    |
| 8     | Pascal Kleyer        | GER  | 1:55,92    |

### 1500 m
| Platz | Athlet           | Land | Zeit (min) |
| ----- | ---------------- | ---- | ---------- |
| 1     | Kumari Taki      | KEN  | 3:36,38 CR |
| 2     | Mulugeta Assefa  | ETH  | 3:41,10 PB |
| 3     | Lawi Kosgei      | KEN  | 3:41,43    |
| 4     | Welde Tufa       | ETH  | 3:41,74 PB |
| 5     | James Gormley    | GBR  | 3:48,31    |
| 6     | Ignacio Fontes   | ESP  | 3:48,83 PB |
| 7     | Yani Khelaf      | FRA  | 3:49,04    |
| 8     | Anton Hrabovskyy | UKR  | 3:51,48 PB |

### 3000 m
| Platz | Athlet             | Land | Zeit (min) |
| ----- | ------------------ | ---- | ---------- |
| 1     | Richard Yator      | KEN  | 7:54,45    |
| 2     | Davis Kiplangat    | KEN  | 7:54,52    |
| 3     | Tefera Mosisa      | ETH  | 7:55,04 PB |
| 4     | Abayneh Degu       | ETH  | 8:00,79 PB |
| 5     | Hyūga Endō         | JPN  | 8:26,96    |
| 6     | Alexander Yee      | GBR  | 8:28,26    |
| 7     | Yuta Kambayashi    | JPN  | 8:29,75    |
| 8     | Kisan Narshi Tadvi | IND  | 8:31,65 PB |

### 10.000 m Bahngehen
| Platz | Athlet                | Land | Zeit (min)  |
| ----- | --------------------- | ---- | ----------- |
| 1     | Sergey Shirobokow     | RUS  | 42:24,42    |
| 2     | Zhang Jun             | CHN  | 42:33,68 PB |
| 3     | Federico González     | MEX  | 42:54,55    |
| 4     | Andrés Olivas         | MEX  | 43:27,70 PB |
| 5     | Toshiki Ueda          | JPN  | 43:34,83 PB |
| 6     | César Alberto Herrera | COL  | 44:01,87 PB |
| 7     | Ariel Cayllante       | BOL  | 44:29,25    |
| 8     | Yunhwa Song           | KOR  | 44:36,11 PB |

### 110 m Hürden
| Platz | Athlet             | Land | Zeit (s) |
| ----- | ------------------ | ---- | -------- |
| 1     | Matteo Ngo         | FRA  | 13,53 PB |
| 2     | Joseph Daniels     | CAN  | 13,43    |
| 3     | Isaiah Lucas       | USA  | 13,54    |
| 4     | Juan Pablo Germaín | CHI  | 13,55 PB |
| 5     | Max Hrelja         | SWE  | 13,56    |
| 6     | Heitor Coelho      | BRA  | 13,57    |
| 7     | Yoan Aleixi Villa  | CUB  | 13,69    |
| 8     | Brandon Herrigan   | AUS  | 19,58    |

### 400 m Hürden
| Platz | Athlet                   | Land | Zeit (s)  |
| ----- | ------------------------ | ---- | --------- |
| 1     | Norman Grimes            | USA  | 49,11 WYL |
| 2     | Ryusei Fujii             | JPN  | 50,33 PB  |
| 3     | Masaki Toyoda            | JPN  | 50,53 PB  |
| 4     | Rivaldo Leacock          | BAR  | 51,13 PB  |
| 5     | Emmanuel Kipyegon Langat | KEN  | 52,15     |
| 6     | Mohamed Amine Touati     | TUN  | 52,73     |
| 7     | Morne van As             | RSA  | 62,74     |
| 8     | Jauavney James           | JAM  | DSQ       |

### 2000 m Hindernis
| Platz | Athlet                | Land | Zeit (min) |
| ----- | --------------------- | ---- | ---------- |
| 1     | Vincent Kipyegon Ruto | KEN  | 5:27,58    |
| 2     | Wogene Sebisibe       | ETH  | 5:29,41 PB |
| 3     | Geofrey Rotich        | KEN  | 5:30,16 PB |
| 4     | Tegenu Mengistu       | ETH  | 5:38,99 PB |
| 5     | Boniface Abel Sikowo  | UGA  | 5:40,05 PB |
| 6     | Adrián Ben            | ESP  | 5:45,59 PB |
| 7     | Louis Gilavert        | FRA  | 5;46,00    |
| 8     | Daniel do Nascimento  | BRA  | 5:46,05    |

### Hochsprung
| Platz | Athlet           | Land | Höhe (m) |
| ----- | ---------------- | ---- | -------- |
| 1     | Stefano Sottile  | ITA  | 2,20 WYL |
| 2     | Dmytro Nikitin   | UKR  | 2,18 PB  |
| 3     | Darius Carbin    | USA  | 2,16 PB  |
| 4     | Alperen Acet     | TUR  | 2,14 SB  |
| 5     | Jaron Brooks     | USA  | 2,14     |
| 6     | Lushane Wilson   | JAM  | 2,11     |
| 7     | Shuo Ding        | CHN  | 2,07     |
| 8     | Tejaswin Shankar | IND  | 2,07     |
| 8     | Brenton Foster   | AUS  | 2,07     |

### Stabhochsprung
| Platz | Athlet                     | Land | Höhe (m) |
| ----- | -------------------------- | ---- | -------- |
| 1     | Armand Duplantis           | SWE  | 5,30 CR  |
| 2     | Wladyslaw Malychin         | UKR  | 5,30 CR  |
| 3     | Emmanouil Karalis          | GRE  | 5,20     |
| 4     | Muntadher Faleh Abdulwahid | IRQ  | 5,10 SB  |
| 5     | Pierre Cottin              | FRA  | 5,10 PB  |
| 6     | Masaki Ejima               | JPN  | 5,00     |
| 7     | Gauvain Guillon-Romarin    | FRA  | 4,85     |
| 8     | Takaaki Yoshida            | JPN  | 4,85     |
| 8     | Denis Akinschin            | RUS  | 4,85     |

### Weitsprung
| Platz | Athlet                 | Land | Weite (m) |
| ----- | ---------------------- | ---- | --------- |
| 1     | Maykel Massó           | CUB  | 8,05 CR   |
| 2     | Darcy Roper            | AUS  | 8,01 PB   |
| 3     | Eberson Silva          | BRA  | 7,76 PB   |
| 4     | Juan Miguel Echevarría | CUB  | 7,69      |
| 5     | Miltiadis Tendoglou    | GRE  | 7,66      |
| 6     | Shi Yuhao              | CHN  | 7,63 PB   |
| 7     | Youngbin Kim           | KOR  | 7,48      |
| 8     | Ewgeniy Timofeewa      | RUS  | 7,24      |

### Dreisprung
| Platz | Athlet                | Land | Weite (m) |
| ----- | --------------------- | ---- | --------- |
| 1     | Cristian Nápoles      | CUB  | 16,13     |
| 2     | Mingze Du             | CHN  | 16,02 PB  |
| 3     | Julio César Carbonell | CUB  | 15,70     |
| 4     | Mert Çiçek            | TUR  | 15,68 PB  |
| 5     | Chamal K. L. Waduge   | SRI  | 15,53 PB  |
| 6     | Shi Yuhao             | CHN  | 15,41 PB  |
| 7     | Suhwan Nam            | KOR  | 15,36     |
| 8     | Tony Solis            | DOM  | 15,30     |

### Kugelstoßen
| Platz | Athlet                   | Land | Weite (m) |
| ----- | ------------------------ | ---- | --------- |
| 1     | Adrian Piperi            | USA  | 22,00 WYL |
| 2     | Szymon Mazur             | POL  | 21,77 PB  |
| 3     | Wictor Petersson         | SWE  | 21,56 PB  |
| 4     | Burger Lambrechts        | RSA  | 20,97 PB  |
| 5     | Shehab Mohamed Abdalaziz | EGY  | 20,79 PB  |
| 6     | Joseph Maxwell           | CAN  | 20,29 PB  |
| 7     | Xinyuan Zhang            | CHN  | 19,64 PB  |
| 8     | Alejandro Castillo       | MEX  | 19,61     |

### Diskuswurf
| Platz | Athlet                       | Land | Weite (m) |
| ----- | ---------------------------- | ---- | --------- |
| 1     | Werner Visser                | RSA  | 64,24     |
| 2     | Yuhan Wang                   | CHN  | 60,33 PB  |
| 3     | George Evans                 | GBR  | 60,22     |
| 4     | Hleb Zhuk                    | BLR  | 60,18 PB  |
| 5     | Richárd Szebegyinszki        | HUN  | 59,23     |
| 6     | Adrian Piperi                | USA  | 58,81 PB  |
| 7     | Patrick Duvenage             | RSA  | 58,71     |
| 8     | Miguel de la Caridad Sánchez | CUB  | 56,45     |

### Hammerwurf
| Platz | Athlet                    | Land | Weite (m) |
| ----- | ------------------------- | ---- | --------- |
| 1     | Hlib Piskunow             | UKR  | 84,91 CR  |
| 2     | Mychajlo Hawryljuk        | UKR  | 78,93 PB  |
| 3     | Ned Weatherly             | AUS  | 77,60     |
| 4     | Péter Szentivánszky       | HUN  | 76,65     |
| 5     | Robert Colantonio Jr.     | USA  | 73,79     |
| 6     | Aljaksandr Schymanowitsch | BLR  | 73,05     |
| 7     | Jake Norris               | GBR  | 72,58     |
| 8     | Marc Okun                 | GER  | 71,21     |

### Speerwurf

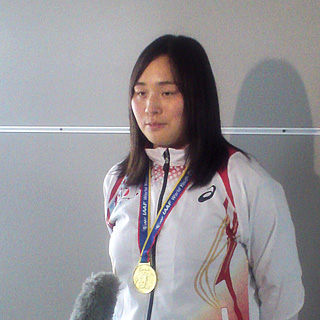
Haruka Kitaguchi mit Goldmedaille

| Platz | Athlet               | Land | Weite (m) |
| ----- | -------------------- | ---- | --------- |
| 1     | Paul Jacobus Botha   | RSA  | 78,49 PB  |
| 2     | Niklas Kaul          | GER  | 78,05     |
| 3     | Vladislav Palyunin   | UZB  | 76,77     |
| 4     | Manu Quijera         | ESP  | 76,48     |
| 5     | Hercules van Vuuren  | RSA  | 76,04     |
| 6     | Lukas Moutarde       | FRA  | 73,61     |
| 7     | Norman Plischke      | GER  | 71,89     |
| 8     | Ronny Alfredo Cedeño | CUB  | 71,73     |

### Zehnkampf
| Platz | Athlet                    | Land | Punkte  |
| ----- | ------------------------- | ---- | ------- |
| 1     | Niklas Kaul               | GER  | 8002 WR |
| 2     | Ludovic Besson            | FRA  | 7678 PB |
| 3     | Hans-Christian Hausenberg | EST  | 7657    |
| 4     | George Patrick            | USA  | 7493 PB |
| 5     | Toralv Opsal              | NOR  | 7474 PB |
| 6     | Dmitriy Solomatin         | RUS  | 7265    |
| 7     | Patryk Baran              | POL  | 7183    |
| 8     | Axel Clement              | FRA  | 7105 PB |

## Mädchen

### 100 m
| Platz | Athlet           | Land | Zeit (s) |
| ----- | ---------------- | ---- | -------- |
| 1     | Candace Hill     | USA  | 11,08 CR |
| 2     | Khalifa St. Fort | TTO  | 11,19 PB |
| 3     | Jayla Kirkland   | USA  | 11,41 PB |
| 4     | Tristan Evelyn   | BAR  | 11,59    |
| 5     | Kimone Shaw      | JAM  | 11,65    |
| 6     | Hannah Brier     | GBR  | 11,66    |
| 7     | Estelle Raffai   | FRA  | 11,73    |
| 8     | Keshia Kwadwo    | GER  | 11,76    |

### 200 m
| Platz | Athlet               | Land | Zeit (s)  |
| ----- | -------------------- | ---- | --------- |
| 1     | Candace Hill         | USA  | 22,43 WYB |
| 2     | Lauren Rain Williams | USA  | 22,90 PB  |
| 3     | Nicola De Bruyn      | RSA  | 23,38 PB  |
| 4     | Estelle Raffai       | FRA  | 23,67 PB  |
| 5     | Nikola Bendová       | CZE  | 23,78     |
| 6     | Anastassija Bryshina | UKR  | 23,84 PB  |
| 7     | Alessia Pavese       | ITA  | 23,86 PB  |
| 8     | Shaneil English      | JAM  | DNS       |

### 400 m
| Platz | Athlet           | Land | Zeit (s)  |
| ----- | ---------------- | ---- | --------- |
| 1     | Salwa Eid Naser  | BHR  | 51,50 WYL |
| 2     | Lynna Irby       | USA  | 51,79 PB  |
| 3     | Catherine Reid   | GBR  | 52,25 PB  |
| 4     | Kyra Constantine | CAN  | 52,44 PB  |
| 5     | Roxana Gómez     | CUB  | 52,79 PB  |
| 6     | Hannah Williams  | GBR  | 53,24 PB  |
| 7     | Andrea Miklós    | ROU  | 53,29 PB  |
| 8     | Symone Mason     | USA  | 53,55     |

### 800 m
| Platz | Athlet                | Land | Zeit (min) |
| ----- | --------------------- | ---- | ---------- |
| 1     | Samantha Watson       | USA  | 2:03,54 PB |
| 2     | Gadese Ejara          | ETH  | 2:03,67 PB |
| 3     | Marta Zenoni          | ITA  | 2:04,15    |
| 4     | Carys McAulay         | GBR  | 2:05,31 PB |
| 5     | Foziya Niguse         | ETH  | 2:05,32 PB |
| 6     | Jekaterina Alexejewa  | RUS  | 2:06,32    |
| 7     | Johana Arrieta        | COL  | 2:08,44 PB |
| 8     | Arina Kleschtschukowa | KGZ  | 2:13,54    |

### 1500 m
| Platz | Athlet                | Land | Zeit (min)  |
| ----- | --------------------- | ---- | ----------- |
| 1     | Bedatu Hirpa          | ETH  | 4:12,92 WYL |
| 2     | Dalila Abdulkadir     | BHR  | 4:13,35 PB  |
| 3     | Joyline Cherotich     | KEN  | 4:15,20 PB  |
| 4     | Harriet Knowles-Jones | GBR  | 4:18,61 PB  |
| 5     | Janeth Chepngetich    | KEN  | 4:19,43     |
| 6     | Chika Mukai           | JPN  | 4:21,59     |
| 7     | Adanech Anbesa        | ETH  | 4:21,63     |
| 8     | Julia Heymach         | USA  | 4:21,78 PB  |

### 3000 m
| Platz | Athlet                 | Land | Zeit (min)  |
| ----- | ---------------------- | ---- | ----------- |
| 1     | Shuru Bulo             | ETH  | 9:01,12 WYL |
| 2     | Emily Chebet Kipchumba | KEN  | 9:02,92 PB  |
| 3     | Sheila Chelangat       | KEN  | 9:04,54 PB  |
| 4     | Letesenbet Gidey       | ETH  | 9:04,64 PB  |
| 5     | Yuka Mukai             | JPN  | 9:21,04     |
| 6     | Kanami Sagayama        | JPN  | 9:33,85     |
| 7     | Fatuma Jewaro Chebsi   | BHR  | 9:39,25     |
| 8     | Hannah Bennison        | CAN  | 9:42,75     |

### 5000 m Bahngehen
| Platz | Athlet          | Land | Zeit (min)  |
| ----- | --------------- | ---- | ----------- |
| 1     | Ma Zhenxia      | CHN  | 22:41,08 SB |
| 2     | Olga Eliseewa   | RUS  | 22:45,09    |
| 3     | Ayalnesh Dejene | ETH  | 22:48,25 PB |
| 4     | Ke Xue          | CHN  | 23:01,68 PB |
| 5     | Valeria Ortuño  | MEX  | 23:01,90 SB |
| 6     | Ayşe Tekdal     | TUR  | 23:14,82 PB |
| 7     | Clara Smith     | AUS  | 23:22,36    |
| 8     | María Montoya   | COL  | 23:43,40    |

### 100 m Hürden
| Platz | Athlet              | Land | Zeit (s) |
| ----- | ------------------- | ---- | -------- |
| 1     | Maribel Caicedo     | ECU  | 13,04 PB |
| 2     | Brittley Humphrey   | USA  | 13,22 PB |
| 3     | Sarah Koutouan      | FRA  | 13,29    |
| 4     | Ilionis Guillaume   | FRA  | 13,31    |
| 5     | Marisa Vaz Carvalho | POR  | 13,51    |
| 6     | Alicia Barrett      | GBR  | 13,52    |
| 7     | Alexis Duncan       | USA  | 13,56    |
| 8     | Klaudia Siciarz     | POL  | 13,75    |

### 400 m Hürden
| Platz | Athlet                | Land | Zeit (s) |
| ----- | --------------------- | ---- | -------- |
| 1     | Sydney McLaughlin     | USA  | 55,94 CR |
| 2     | Xahria Santiago       | CAN  | 56,79 PB |
| 3     | Brandeé Johnson       | USA  | 57,47 PB |
| 4     | Ilaria Verderio       | ITA  | 57,75 PB |
| 5     | Anne Sofie Kirkegaard | DEN  | 57,88 PB |
| 6     | Lea Ahrens            | GER  | 58,21 PB |
| 7     | Junelle Bromfield     | JAM  | 58,49    |
| 8     | Amanda Holmberg       | SWE  | 59,89    |

### 2000 m Hindernis
| Platz | Athlet                      | Land | Zeit (min) |
| ----- | --------------------------- | ---- | ---------- |
| 1     | Celliphine Chepteek Chespol | KEN  | 6:17,15 PB |
| 2     | Sandrafelis Chebet Tuei     | KEN  | 6:19,61    |
| 3     | Agrie Belachew              | ETH  | 6:34,68    |
| 4     | Alondra Negrón              | PUR  | 6:39,51    |
| 5     | Beletu Hailu                | ETH  | 6:41,46    |
| 6     | Glynis Sim                  | CAN  | 6:45,58 PB |
| 7     | Yuki Shibata                | JPN  | 6:48,41    |
| 8     | Rina Cjuro                  | PER  | 6:50,90 PB |

### Hochsprung
| Platz | Athlet                 | Land | Höhe (m) |
| ----- | ---------------------- | ---- | -------- |
| 1     | Michaela Hrubá         | CZE  | 1,90     |
| 2     | Ieva Turke             | LAT  | 1,82 PB  |
| 3     | Lada Pejchalová        | CZE  | 1,82     |
| 4     | Aleksandra Nowakowska  | POL  | 1,82 PB  |
| 5     | Tatjana Ermatschenkowa | RUS  | 1,79     |
| 6     | Paulina Borys          | POL  | 1,75     |
| 6     | Adaora Chigbo          | GBR  | 1,75     |
| 8     | Karla Yazmín Terán     | MEX  | 1,75     |

### Stabhochsprung
| Platz | Athlet             | Land | Höhe (m) |
| ----- | ------------------ | ---- | -------- |
| 1     | Elienor Werner     | SWE  | 4,26 WYL |
| 2     | Phillipa Hajdasz   | AUS  | 4,05 PB  |
| 2     | Chen Qiaoling      | CHN  | 4,05 PB  |
| 4     | Walerija Nikonowa  | RUS  | 4,05 PB  |
| 5     | Hanne De Baene     | BEL  | 4,05     |
| 6     | Stina Seidler      | GER  | 3,95     |
| 7     | Tamara Schaßberger | GER  | 3,95     |
| 8     | Zuocheng Wu        | CHN  | 3,85 PB  |

### Weitsprung
| Platz | Athlet                  | Land | Weite (m) |
| ----- | ----------------------- | ---- | --------- |
| 1     | Tara Davis              | USA  | 6,41 PB   |
| 2     | Kaiza Karlén            | SWE  | 6,24 PB   |
| 3     | Maja Bedrač             | SLO  | 6,22      |
| 4     | Emily Wright            | GBR  | 6,21 PB   |
| 5     | Susana Hernández        | MEX  | 6,21      |
| 6     | Milica Gardašević       | SRB  | 6,20      |
| 7     | Wijaleta Skwarzowa      | BLR  | 6,19      |
| 8     | Disneyis Juana Taureaux | CUB  | 6,06      |

### Dreisprung
| Platz | Athlet                   | Land | Weite (m) |
| ----- | ------------------------ | ---- | --------- |
| 1     | Georgiana Iuliana Aniței | ROU  | 13,49 WYL |
| 2     | Zeng Rui                 | CHN  | 13,04 PB  |
| 3     | Yanna Anay Armenteros    | CUB  | 13,04     |
| 4     | Ilionis Guillaume        | FRA  | 13,02     |
| 5     | Fanny Ernestam           | SWE  | 12,98 PB  |
| 6     | Alisa Kuznetsowa         | RUS  | 12,96     |
| 7     | Marija Owtschinnikowa    | KAZ  | 12,94     |
| 8     | Chiara Bertuzzi          | ITA  | 12,79 PB  |

### Kugelstoßen
| Platz | Athlet             | Land | Weite (m) |
| ----- | ------------------ | ---- | --------- |
| 1     | Julia Ritter       | GER  | 18,53 PB  |
| 2     | Sophia Rivera      | USA  | 17,93     |
| 3     | Kristina Rakočević | MNE  | 17,49     |
| 4     | Maja Ślepowrońska  | POL  | 17,41 PB  |
| 5     | Sydney Giampietro  | ITA  | 16,83     |
| 6     | Nickolette Dunbar  | USA  | 16,80     |
| 7     | Yemisi Ogunleye    | GER  | 16,73     |
| 8     | Yu Dong            | CHN  | 16,51     |

### Diskuswurf
| Platz | Athlet              | Land | Weite (m) |
| ----- | ------------------- | ---- | --------- |
| 1     | Alexandra Emilianov | MDA  | 52,78 PB  |
| 2     | Kristina Rakočević  | MNE  | 51,41     |
| 3     | Samantha Peace      | AUS  | 50,59 PB  |
| 4     | Alma Pollorena      | MEX  | 49,25 PB  |
| 5     | Josephine Schaefer  | USA  | 48,99     |
| 6     | Ailén Armada        | ARG  | 48,67     |
| 7     | Yolandi Stander     | RSA  | 47,85 SB  |
| 8     | Anna Karlsson       | SWE  | 46,97     |

### Hammerwurf
| Platz | Athlet                | Land | Weite (m) |
| ----- | --------------------- | ---- | --------- |
| 1     | Sofja Palkina         | RUS  | 67,82     |
| 2     | Deniz Yaylaci         | TUR  | 67,01 PB  |
| 3     | Ningyu Shang          | CHN  | 66,84 PB  |
| 4     | Melissa Coquillas     | FRA  | 66,55     |
| 5     | Ayamey Damiana Medina | CUB  | 62,96     |
| 6     | Eva Mustafic          | CRO  | 59,41     |
| 7     | Eszter Németh         | HUN  | 58,64     |
| 8     | Alessia Beneduce      | ITA  | 58,36     |

### Speerwurf
| Platz | Athlet            | Land | Weite (m) |
| ----- | ----------------- | ---- | --------- |
| 1     | Haruka Kitaguchi  | JPN  | 60,35 PB  |
| 2     | Stella Weinberg   | NOR  | 57,11 PB  |
| 3     | Laine Donane      | LAT  | 56,15     |
| 4     | Nikol Tabačková   | CZE  | 55,97     |
| 5     | Jiajia Chen       | CHN  | 53,95     |
| 6     | Anneke Germishuys | RSA  | 53,10 PB  |
| 7     | Yuzhen Yu         | CHN  | 51,51     |
| 8     | Sophia Rivera     | USA  | 50,85     |

### Siebenkampf
| Platz | Athlet              | Land | Punkte  |
| ----- | ------------------- | ---- | ------- |
| 1     | Géraldine Ruckstuhl | SUI  | 6037 CR |
| 2     | Sarah Lagger        | AUT  | 5992    |
| 3     | Alina Schuch        | UKR  | 5896    |
| 4     | Lisa Maihöfer       | GER  | 5804 PB |
| 5     | Andrea Obetzhofer   | AUT  | 5796 PB |
| 6     | Adriana Rodríguez   | CUB  | 5720 PB |
| 7     | Bianca Salming      | SWE  | 5685 PB |
| 8     | Marisa Vaz Carvalho | POR  | 5666 PB |

## Abkürzungen
- WR = Weltrekord
- WU20R = U20-Weltrekord
- OR = olympischer Rekord
- YOR = olympischer Jugendrekord
- AR = Kontinentalrekord
- AU20R = U20-Kontinentalrekord
- NR = nationaler Rekord
- NU20R = nationaler U20-Rekord
- CR = Meisterschaftsrekord
- MR = Veranstaltungsrekord
- WB = Weltbestleistung
- WU20B = U20-Weltbestleistung
- WU18B = U18-Weltbestleistung
- AB = Kontinentalbestleistung
- AU20B = U20-Kontinentalbestleistung
- AU18B = U18-Kontinentalbestleistung
- NB = nationale Bestleistung
- NU20B = nationale U20-Bestleistung
- NU18B = nationale U18-Bestleistung
- PB = persönliche Bestleistung
- SB = persönliche Saisonbestleistung
- QB = Qualifikationsbestleistung
- WL = Weltjahresbestleistung
- WU20L = U20-Weltjahresbestleistung
- WU18L = U18-Weltjahresbestleistung
- DSQ = disqualifiziert (engl. Disqualified)
- DNS = Wettkampf nicht angetreten (engl. Did Not Start)
- DNF = Wettkampf nicht beendet (engl. Did Not Finish)